# 福生寺 (福島県会津美里町)
福生寺（ふくしょうじ）は福島県大沼郡会津美里町にある天台宗の寺院。山号は日用山。本尊は阿弥陀如来。

## 歴史
創建年代は不明だが、近年の解体修復の際に室町時代の文安3年（1446年）の巡礼札が見つかっており、建立はそれ以前にさかのぼると考えられている。
本尊の阿弥陀如来は客殿に安置されており、十一面観音を安置する観音堂は会津三十三観音の26番札所・冨岡観音（とみおかかんのん）として信仰を集める。観音堂は禅宗様の宝形造り三間堂で、1975年（昭和50年）3月25日に町指定重要文化財に、1979年（昭和54年）2月3日に「福生寺観音堂」として国の重要文化財に指定された。観音堂本尊の十一面観音坐像は寄木造で像高220.7センチあり、三十三観音の中でもっとも大きく、「木造十一面観音菩薩坐像」として町指定文化財となっている。
境内には南側の道路に面して木造の山門があり、寺院の墓地にはキリシタンの墓と言われる「後霊舎」がある。